# Kilis
Kilis je město v Turecku, hlavní město stejnojmenné provincie. Na konci roku 2009 zde žilo 80 542 obyvatel. Město se nachází pouhých 5 km severně od hranice se Sýrií a 60 km jižně od Gaziantepu.